# Успение Богородично (Пазарджик)
Вижте пояснителната страница за други значения на Успение Богородично.
„Успение Богородично“ е централната православна църква на град Пазарджик, България, част от Пловдивската епархия на Българската православна църква. Това е най-голямата запазена възрожденска църква в страната.

## Местоположение
Намира се в град Пазарджик в близост до моста на река Марица.

## История и архитектура
Църквата „Света Богородица“ е построена през 1836 – 1837 година, представлява трикорабна псевдобазилика с три портала: централен – на Света Богородица, ляв – на свети Харалампий, десен – на Свети Мина, и два параклиса в женското отделение – Свети Архангел и Свети Николай. Тя е масивна постройка, изградена от розов риолит.
Църквата е прочута със своя дървен иконостас, изработен от варено орехово дърво и резбован с високо художествена ажурна дърворезба от дебърски майстори в продължение на десет години. Иконостасът е под закрилата на ЮНЕСКО. Изработен е от майстори, начело с Макрий Негриев Фръчковски, чийто гроб е зад олтара на храма. Стенописите са направени от представители на Самоковската школа и в храма има икони от Станислав Доспевски. В църквата има и икона, смятана за чудотворна.
Иконите на църквата датират от различно време. Някои от тях са от преди 1837 г. Най-старата – Свети Дионисий – е от 1814 г., а най-новите са от 1914 г. Една от най-хубавите и ценни икони е иконата на Св. св. Кирил и Методий, рисувана от Станислав Доспевски през 1860 г.
Камбанарията на западната фасада е изградена в основи през 1906 г., а завършена през 1932 – 34 г.

## Туризъм
Църквата е сред Стоте национални туристически обекта на Българския туристически съюз.